# Jean Goffart
Jean Lambert Oscar Ghislain Goffart (Dinant, 12 augustus 1921 - 17 september 1993) was een Belgisch senator.

## Levensloop
Goffart promoveerde in 1943 tot doctor in de rechten aan de Universiteit Luik en werd advocaat aan de rechtbank van eerste aanleg in Dinant. Hij was van 1963 tot 1965 stafhouder van de Orde van Advocaten in Dinant. Van 1946 tot 1988 was hij tevens bestuurder en van 1949 tot 1988 voorzitter van de Christelijke Mutualiteiten van het arrondissement Dinant.
Voor de PSC werd Goffart in 1946 verkozen tot gemeenteraadslid van Dinant. Van 1961 tot einde 1964 was hij burgemeester van de stad, waarna hij van 1965 tot in 1988 als raadslid in de oppositie zetelde.
De Waalsgezinde Jean Goffart militeerde voor de regionalistisch-christelijke beweging Rénovation wallonne, stond in 1962 vurig op tegen de Vlaamse marsen op Brussel en verwierp de voorlegde taalwetten van 1962-1963, die door zijn partij werden gesteund. Nadat deze wetten waren goedgekeurd verliet Goffart in 1963 de PSC. Hij pleitte vervolgens voor de oprichting van een travaillistische politieke formatie, die echter niet van de grond kwam. In 1966 was hij een van de stichters van de Parti Wallon in het arrondissement Dinant en in maart 1968 stond hij mee aan de wieg van de Naamse federatie van het Rassemblement Wallon. 
Bij de verkiezingen later deze maand voerde Goffart de Senaatslijst van deze partij aan in het arrondissement Namen-Dinant-Philippeville, maar hij werd niet verkozen. Wel werd hij van 1968 tot 1971 provinciaal senator voor de provincie Luik. Vervolgens was hij van 1971 tot 1977 rechtstreeks gekozen senator. Door de toen bestaande dubbelmandaten zetelde hij van 1971 tot 1977 eveneens in de Cultuurraad voor de Franse Cultuurgemeenschap en van 1974 tot 1977 in de voorlopige Waalse Gewestraad. Bij de verkiezingen van 1977 werd hij niet meer herkozen. Hij bleef daarna actief in acties voor de Waalse belangen en om de Waalse autonomie te bevorderen.